# Lay’s

Logo von Lay’s

Lay’s ist eine Marke im Bereich Lebensmittel. Lay’s befindet sich seit 1965 über Frito-Lay im Besitz von PepsiCo. Lay’s ist die Hauptmarke des Unternehmens Frito-Lay, mit Ausnahme von einigen Märkten, in denen andere Markennamen verwendet werden: Walkers in Großbritannien und Irland; Smith’s in Australien; Chipsy in Ägypten und auf dem Westbalkan; Tapuchips in Israel; Margarita in Kolumbien; Sabritas in Mexiko; und, früher, Hostess in Kanada.

## Geschichte
1932 eröffnete der Verkäufer Herman Lay (1909–1982) ein Snackgeschäft in Nashville. 1939 kaufte er einen Kartoffelchipshersteller in Atlanta, die Food Company Barrett, die er in HW Lay Lingo & Company umbenannte. 1942 installierte Lay die erste kontinuierliche Kartoffelverarbeitungslinie und ermöglichte damit erstmals die Produktion von Kartoffelchips im großen Stil.
Das Unternehmen verkürzte 1944 seinen Namen in The Lay’s Lay Lingo Company und wurde der erste Snackfood-Hersteller, der Fernsehwerbung betrieb, mit Schauspieler Bert Lahr als prominenten Sprecher.
1961 fusionierten die von Charles E. Doolin gegründete Frito Company und Lay’s zu Frito-Lay Inc., einem Lebensmittelgiganten mit einem Gesamtumsatz von über 127 Millionen Dollar jährlich, dem größten aller Hersteller. Kurz darauf führte Lay’s seinen bekanntesten Slogan „betcha can’t eat just one“ ein. Der Verkauf der Chips wurde international, wobei das Marketing durch eine Reihe von prominenten Werbepartnern unterstützt wurde.
1965 fusionierte Frito-Lay mit der Pepsi-Cola Company und wurde zur PepsiCo, Inc. 1991 wurde eine neue Rezeptur von Chips eingeführt, die knuspriger war und sich länger frisch hielt. Kurz darauf brachte das Unternehmen die Wavy Lay’s-Produkte in die Lebensmittelregale, mit einer landesweiten Einführung im Jahr 1994. Mitte bis Ende der 1990er Jahre führte Lay’s eine energieärmere gebackene Version und eine Sorte ein, die komplett fettfrei war.
Seit 2015 ist Lay’s einer der Sponsoren der UEFA Champions League.

## Produkte
Unter der Marke Lay’s werden Kartoffelchips und vergleichbare Produkte vertrieben. Die Kartoffelchips der Marke weisen verschiedene Geschmacksformen auf und sind an lokale Märkte angepasst. Die meisten Produkte haben einen hohen Fett- und Salzgehalt.